# George Froeschel
George Froeschel (Viena, 9 de março de 1891 - Los Angeles, 22 de novembro de 1979) foi um romancista e roteirista estadunidense de origem austríaca. Ele ganhou em 1943 o Oscar de melhor roteiro adaptado pelo filme Rosa da Esperança.

## Prêmios e indicações
Oscars
1. 1942 - Melhor Roteiro Adaptado por Na Noite do Passado (indicado)
2. 1942 - Melhor Roteiro Adaptado por Rosa da Esperança (venceu)

Writers Guild of America
1. 1959 - Melhor Roteiro de Comédia por Eu e o Coronel (venceu)
2. 1949 - Prêmio The Robert Meltzer (roteiro) por Trágica Decisão (indicado)